# ریکاردسویل (آیووا)
ریکاردسویل (به انگلیسی: Rickardsville) شهری در ایالت آیووا کشور ایالات متحده آمریکا است که جمعیت آن در سرشماری سال ۲۰۱۰ میلادی، ۱۸۲ نفر بوده‌است.